# Saint-Arnoult-des-Bois
Pour les articles homonymes, voir Saint-Arnoult.
Saint-Arnoult-des-Bois est une commune française située dans le département d'Eure-et-Loir en région Centre-Val de Loire.

### Situation

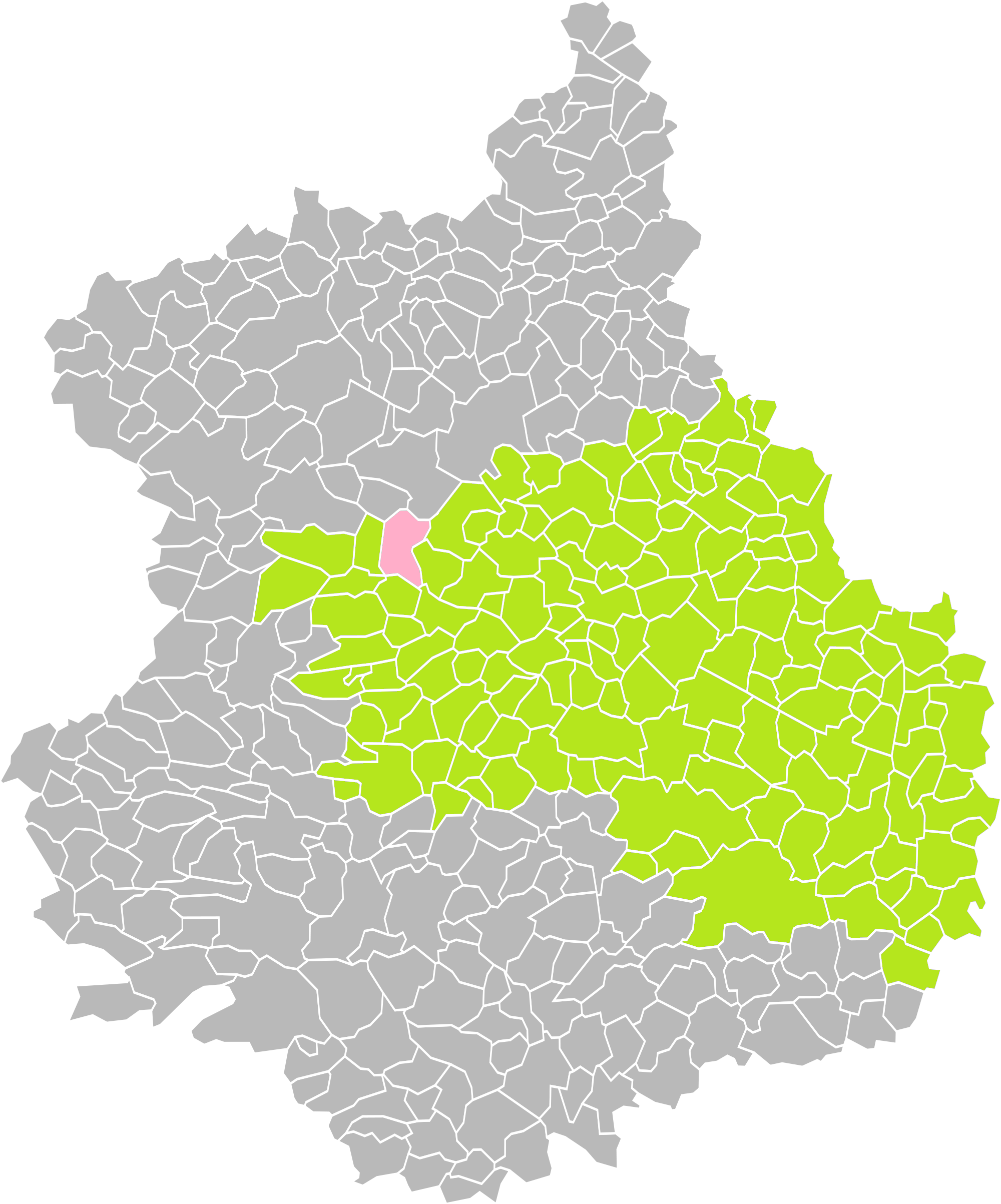
Localisation de la commune dans son arrondissement.

## Géographie

### Communes limitrophes
| Favières     | Thimert-Gâtelles       | Mittainvilliers   |
| Billancelles | Saint-Arnoult-des-Bois | Fontaine-la-Guyon |
| Landelles    | Courville-sur-Eure     | Saint-Luperce     |

### Hydrographie
La commune est traversée par la vallée du Coisnon, affluent en rive gauche de l'Eure donc de la Seine, dont la confluence est à Saint-Luperce, ainsi que par la vallée du Petit Coisnon.

### Climat
Pour des articles plus généraux, voir Climat du Centre-Val de Loire et Climat d'Eure-et-Loir.
En 2010, le climat de la commune est de type climat océanique dégradé des plaines du Centre et du Nord, selon une étude du CNRS s'appuyant sur une série de données couvrant la période 1971-2000. En 2020, Météo-France publie une typologie des climats de la France métropolitaine dans laquelle la commune est exposée à un climat océanique altéré et est dans la région climatique Sud-ouest du bassin Parisien, caractérisée par une faible pluviométrie, notamment au printemps (120 à 150 mm) et un hiver froid (3,5 °C).
Pour la période 1971-2000, la température annuelle moyenne est de 10,7 °C, avec une amplitude thermique annuelle de 14,8 °C. Le cumul annuel moyen de précipitations est de 688 mm, avec 11,5 jours de précipitations en janvier et 7,9 jours en juillet. Pour la période 1991-2020, la température moyenne annuelle observée sur la station météorologique de Météo-France la plus proche, « Thimert », sur la commune de Thimert-Gâtelles à 9 km à vol d'oiseau, est de 11,4 °C et le cumul annuel moyen de précipitations est de 634,8 mm,. Pour l'avenir, les paramètres climatiques de la commune estimés pour 2050 selon différents scénarios d'émission de gaz à effet de serre sont consultables sur un site dédié publié par Météo-France en novembre 2022.

## Urbanisme

### Typologie
Au 1er janvier 2024, Saint-Arnoult-des-Bois est catégorisée commune rurale à habitat dispersé, selon la nouvelle grille communale de densité à 7 niveaux définie par l'Insee en 2022.
Elle est située hors unité urbaine. Par ailleurs la commune fait partie de l'aire d'attraction de Chartres, dont elle est une commune de la couronne,. Cette aire, qui regroupe 117 communes, est catégorisée dans les aires de 50 000 à moins de 200 000 habitants,.

### Occupation des sols

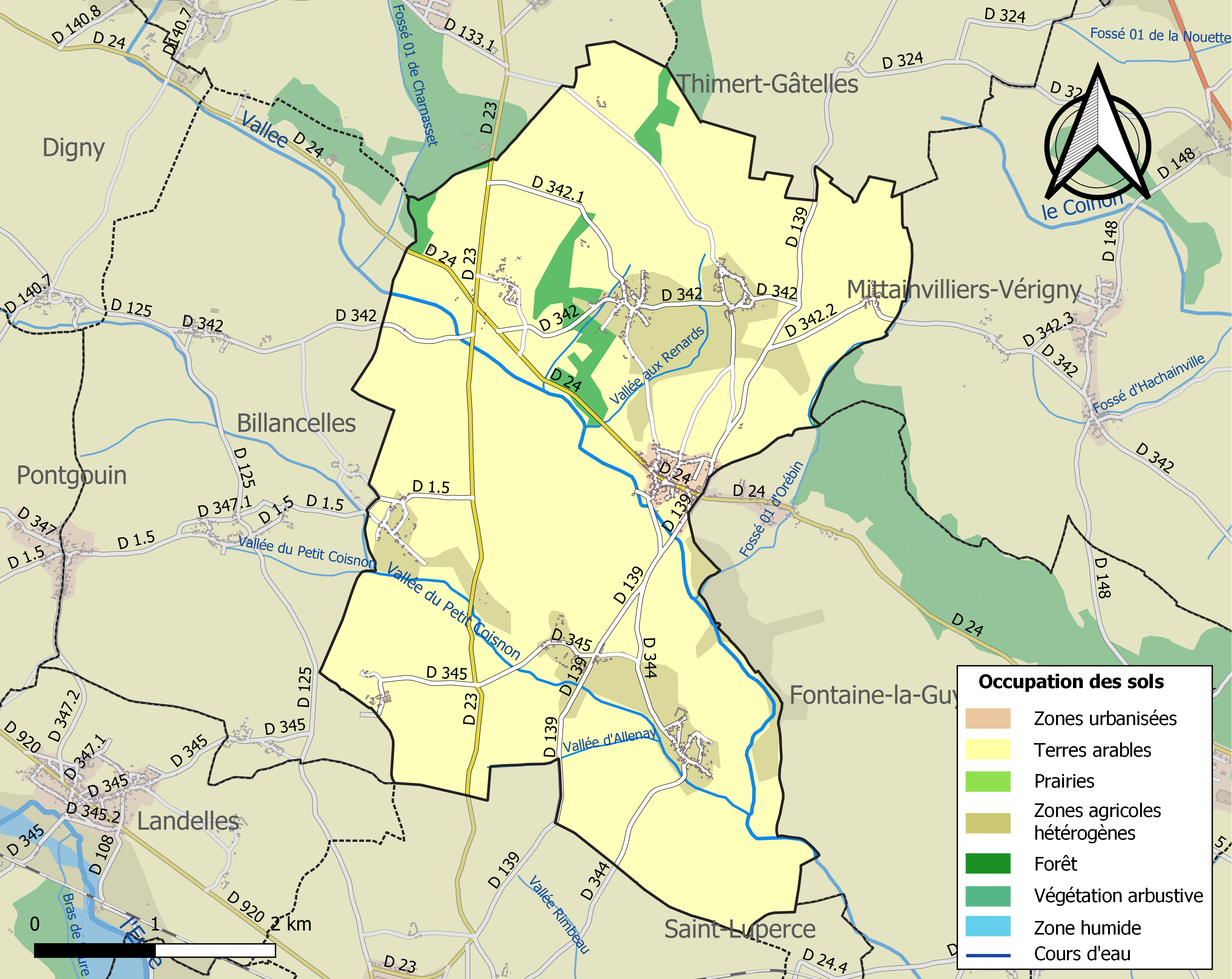
Carte des infrastructures et de l'occupation des sols de la commune en 2018 (CLC).

L'occupation des sols de la commune, telle qu'elle ressort de la base de données européenne d’occupation biophysique des sols Corine Land Cover (CLC), est marquée par l'importance des territoires agricoles (95,7 % en 2018), une proportion sensiblement équivalente à celle de 1990 (95,9 %). La répartition détaillée en 2018 est la suivante : 
terres arables (83,6 %), zones agricoles hétérogènes (12,2 %), forêts (3 %), zones urbanisées (1,3 %). L'évolution de l’occupation des sols de la commune et de ses infrastructures peut être observée sur les différentes représentations cartographiques du territoire : la carte de Cassini (XVIIIe siècle), la carte d'état-major (1820-1866) et les cartes ou photos aériennes de l'IGN pour la période actuelle (1950 à aujourd'hui).

### Lieux-dits, hameaux et écarts
On peut citer : La Charmoie, Goinville, Besnez, Chigneaux, les Rostys, le Tronchay, le Brosseron, le Breuil Saint-Nicolas, Fleurfontaine.

### Habitat et logement
En 2020, le nombre total de logements dans la commune était de 400, alors qu'il était de 382 en 2015 et de 367 en 2010.
Parmi ces logements, 87,4 % étaient des résidences principales, 6,3 % des résidences secondaires et 6,3 % des logements vacants. Ces logements étaient pour 97,5 % d'entre eux des maisons individuelles et pour 0,3 % des appartements.
Le tableau ci-dessous présente la typologie des logements à Saint-Arnoult-des-Bois en 2020 en comparaison avec celle d'Eure-et-Loir et de la France entière. Une caractéristique marquante du parc de logements est ainsi une proportion de résidences secondaires et logements occasionnels (6,3 %) supérieure à celle du département (5,8 %) mais inférieure à celle de la France entière (9,7 %). Concernant le statut d'occupation de ces logements, 89,6 % des habitants de la commune sont propriétaires de leur logement (90,8 % en 2015), contre 66,2 % pour d'Eure-et-Loir et 57,5 pour la France entière.
| Typologie                                               | Saint-Arnoult-des-Bois | Eure-et-Loir | France entière |
| ------------------------------------------------------- | ---------------------- | ------------ | -------------- |
| Résidences principales (en %)                           | 87,4                   | 85,3         | 82,1           |
| Résidences secondaires et logements occasionnels (en %) | 6,3                    | 5,8          | 9,7            |
| Logements vacants (en %)                                | 6,3                    | 8,9          | 8,2            |

### Voies de communication et transports
La station de chemin de fer la plus proche est la gare de Courville-sur-Eure, desservie par des trains du réseau TER Centre-Val de Loire reliant Paris-Montparnasse ou Chartres  et Le Mans ou Nogent-le-Rotrou.

### Risques naturels et technologiques
Le territoire de la commune de Saint-Arnoult-des-Bois est vulnérable à différents aléas naturels : météorologiques (tempête, orage, neige, grand froid, canicule ou sécheresse), inondationset séisme (sismicité très faible). Il est également exposé à un risque technologique, le transport de matières dangereuses. Un site publié par le BRGM permet d'évaluer simplement et rapidement les risques d'un bien localisé soit par son adresse soit par le numéro de sa parcelle.

#### Risques naturels
Certaines parties du territoire communal sont susceptibles d’être affectées par le risque d’inondation par débordement de cours d'eau, notamment la Vallée. La commune a été reconnue en état de catastrophe naturelle au titre des dommages causés par les inondations et coulées de boue survenues en 1996 et 1999,.

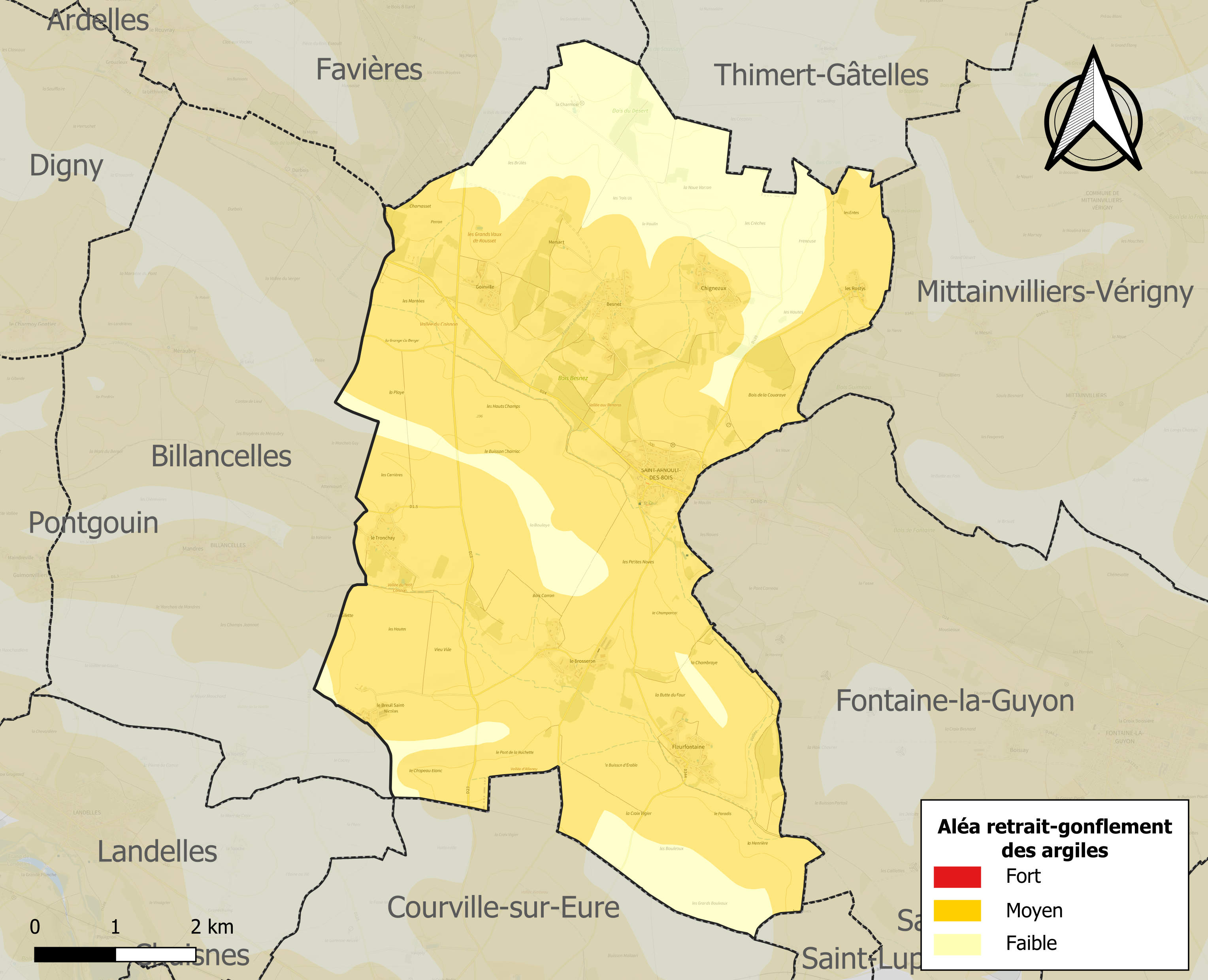
Carte des zones d'aléa retrait-gonflement des sols argileux de Saint-Arnoult-des-Bois.

Le retrait-gonflement des sols argileux est susceptible d'engendrer des dommages importants aux bâtiments en cas d’alternance de périodes de sécheresse et de pluie. 77,6 % de la superficie communale est en aléa moyen ou fort (52,8 % au niveau départemental et 48,5 % au niveau national). Sur les 414 bâtiments dénombrés sur la commune en 2019, 413 sont en aléa moyen ou fort, soit 100 %, à comparer aux 70 % au niveau départemental et 54 % au niveau national. Une cartographie de l'exposition du territoire national au retrait gonflement des sols argileux est disponible sur le site du BRGM,.
Concernant les mouvements de terrains, la commune a été reconnue en état de catastrophe naturelle au titre des dommages causés par des mouvements de terrain en 1999.

#### Risques technologiques
Le risque de transport de matières dangereuses sur la commune est lié à sa traversée par des infrastructures routières ou ferroviaires importantes ou la présence d'une canalisation de transport d'hydrocarbures. Un accident se produisant sur de telles infrastructures est en effet susceptible d’avoir des effets graves au bâti ou aux personnes jusqu’à 350 m, selon la nature du matériau transporté. Des dispositions d’urbanisme peuvent être préconisées en conséquence.

## Toponymie
Le nom de la localité est attesté sous la forme Sanctus Arnulfus en 1218, Saint-Arnoult-des-Bois en 1801.
Saint-Arnoult est un hagiotoponyme. Saint Arnoul : martyr au  diocèse de Reims, vivait au VIe siècle. Il voulait être enterré à Tours mais au cours du voyage, on du laisser le corps dans la Forêt d'Yveline. Cela explique l’existence du bourg de Saint-Arnoult (Yvelines)

## Histoire

### Moyen Âge
Geoffroy de Lèves, évêque de Chartres de 1115 à 1149, donne avec son frère Gosselin de Lèves, seigneur de Lèves, sur leurs terres familiales,., en 1117 pour la fondation de l'abbaye Notre-Dame de Josaphat, les cures de Saint-Arnoult-des-Bois et de Saint-Martin d'Orouër, et d'autres terres dans le Perche

## Politique et administration

### Rattachements administratifs et électoraux

#### Rattachements administratifs
La commune se trouve dans l'arrondissement de Chartres du département d'Eure-et-Loir.
Elle faisait partie depuis 1793 du canton de Courville-sur-Eure. Dans le cadre du redécoupage cantonal de 2014 en France, cette circonscription administrative territoriale a disparu, et le canton n'est plus qu'une circonscription électorale.

#### Rattachements électoraux
Pour les élections départementales, la commune fait partie depuis 2014 du canton d'Illiers-Combray
Pour l'élection des députés, elle fait partie de la troisième circonscription d'Eure-et-Loir.

### Intercommunalité
Saint-Arnoult-des-Bois était membre de la communauté de communes du pays Courvillois, un établissement public de coopération intercommunale (EPCI) à fiscalité propre créé fin 2002 et auquel la commune avait transféré un certain nombre de ses compétences, dans les conditions déterminées par le code général des collectivités territoriales.
Dans le cadre des dispositions de la loi portant nouvelle organisation territoriale de la République du 7 août 2015, qui prévoit que les établissements publics de coopération intercommunale (EPCI) à fiscalité propre doivent avoir un minimum de 15 000 habitants, cette intercommunalité a fusionné avec sa voisine pour former, le 1er janvier 2016, la communauté de communes Entre Beauce et Perche, dont est désormais membre la commune.

### Liste des maires
| Période                                  | Période                        | Identité                         | Étiquette | Qualité                                                                                     |
| ---------------------------------------- | ------------------------------ | -------------------------------- | --------- | ------------------------------------------------------------------------------------------- |
| Les données manquantes sont à compléter. |                                |                                  |           |                                                                                             |
|                                          |                                |                                  |           |                                                                                             |
| 1800                                     | 1815                           | Pierre Louis Fiacre Desvaux      |           |                                                                                             |
| 1815                                     | 1837                           | Louis Garnon                     |           |                                                                                             |
| 1837                                     | 1852                           | Charles Michel Cabaret           |           |                                                                                             |
| 1852                                     | 1870                           | André Mathurin Petit             |           |                                                                                             |
| 1870                                     | 1872                           | Maximilien Nicolas Bouchet       |           |                                                                                             |
| 1872                                     | 1876                           | Alexandre Éloi Guyet             |           |                                                                                             |
| 1876                                     | 1884                           | Émile Séverin Fauquet            |           |                                                                                             |
| 1884                                     | 1895                           | Jacques Zacharie Legrand         |           |                                                                                             |
| 1895                                     | 1896                           | François Hippolyte Secouet       |           |                                                                                             |
| 1896                                     | 1900                           | Émile Séverin Fauquet            |           |                                                                                             |
| 1900                                     | 1904                           | François Hippolyte Secouet       |           |                                                                                             |
| 1904                                     | 1919                           | Émile Alcide Legrand             |           |                                                                                             |
| 1919                                     |                                | Dieudonné Eugène Émile Decourtye |           |                                                                                             |
| 1932                                     |                                | Léon Honoré Gaubert              |           |                                                                                             |
| 1935                                     |                                | Jules Pierre Paul Martin         |           |                                                                                             |
| 1940                                     |                                | Camille Ernest Pipereau          |           |                                                                                             |
|                                          |                                |                                  |           |                                                                                             |
|                                          |                                | André Maurice Couve              |           |                                                                                             |
|                                          |                                |                                  |           |                                                                                             |
| 1983                                     |                                | Pierre Camille Marcel Pipereau   |           |                                                                                             |
| 1989                                     |                                | Maryvonne Buhot                  |           |                                                                                             |
|                                          |                                |                                  |           |                                                                                             |
| mars 2002                                | mars 2008                      | Maryvonne Buhot                  |           | Chevalière de l'Ordre national du mérite                                                    |
| mars 2008                                | 2014                           | Joël Racinet                     |           | Chef d'entreprises spécialisées dans les expertises Juge au tribunal de commerce à Chartres |
| 2014                                     | 25 juin 2023                   | Christian Meunier                |           | Agriculteur Mort en fonction                                                                |
| octobre 2023                             | En cours (au 30 novembre 2023) | Bertrand de Lacheisserie         |           | Président du Sirtom de Courville-sur-Eure, La Loupe et Senonches (2020 → )                  |

## Population et société

### Démographie
L'évolution du nombre d'habitants est connue à travers les recensements de la population effectués dans la commune depuis 1793. Pour les communes de moins de 10 000 habitants, une enquête de recensement portant sur toute la population est réalisée tous les cinq ans, les populations de référence des années intermédiaires étant quant à elles estimées par interpolation ou extrapolation. Pour la commune, le premier recensement exhaustif entrant dans le cadre du nouveau dispositif a été réalisé en 2008.

En 2022, la commune comptait 895 habitants, en évolution de +0,56 % par rapport à 2016 (Eure-et-Loir : −0,23 %, France hors Mayotte : +2,11 %).
| 1793 | 1800 | 1806 | 1821 | 1831 | 1836 | 1841 | 1846 | 1851 |
| ---- | ---- | ---- | ---- | ---- | ---- | ---- | ---- | ---- |
| 538  | 773  | 768  | 748  | 756  | 767  | 739  | 761  | 758  |

| 1856 | 1861 | 1866 | 1872 | 1876 | 1881 | 1886 | 1891 | 1896 |
| ---- | ---- | ---- | ---- | ---- | ---- | ---- | ---- | ---- |
| 744  | 705  | 710  | 684  | 711  | 706  | 775  | 750  | 700  |

| 1901 | 1906 | 1911 | 1921 | 1926 | 1931 | 1936 | 1946 | 1954 |
| ---- | ---- | ---- | ---- | ---- | ---- | ---- | ---- | ---- |
| 605  | 576  | 583  | 549  | 546  | 521  | 534  | 530  | 495  |

| 1962 | 1968 | 1975 | 1982 | 1990 | 1999 | 2006 | 2008 | 2013 |
| ---- | ---- | ---- | ---- | ---- | ---- | ---- | ---- | ---- |
| 396  | 360  | 355  | 480  | 646  | 667  | 815  | 856  | 886  |

| 2018 | 2022 | - | - | - | - | - | - | - |
| ---- | ---- | - | - | - | - | - | - | - |
| 887  | 895  | - | - | - | - | - | - | - |

## Culture locale et patrimoine

### Lieux et monuments
- L'église Saint-Arnoult
- Vestiges du canal inachevé de l'Eure : 
Deux arches marquant le chemin suivi par le canal sont visibles sur la commune de Saint-Arnoult-des-Bois :
  - une petite arche se trouve au lieu-dit le Brosseron en dessous de la route D139 qui suit ici exactement  l'emplacement du canal48° 28′ 38″ N, 1° 15′ 14″ E.
  - une arche plus importante appelée l'arche à Mulet (panneau sur place) est située à l'est du Brosseron. Elle devait permettre au canal d'enjamber la rivière le Coisnon48° 28′ 55″ N, 1° 16′ 07″ E.

« À l’ouest, dans la direction de Chuisnes et Pontgouin, au nord, à côté de Saint-Arnoult-des-bois et de Fontaine-la-Guyon, on remarque dans les environs de Courville les traces d’un ancien canal que la tradition populaire appelle encore la Rivière neuve : c’est l’ancien aqueduc de Maintenon ou canal de Louis XIV.
On sait que le grand roi, désirant procurer de l’eau vive aux jardins du château et à la ville de Versailles, conçut le projet de s’emparer du cours de l’Eure à Pontgouin, et ce au moyen d’un vaste barrage de maçonnerie […] d’une hauteur de 12 à 15 mètres, fermant hermétiquement la vallée d’une colline à l’autre ; ce barrage, arrêtant sur ce point le volume d’eau, devait le forcer à l’amener dans un canal creusé à côté de la rivière. […]

Sous la direction de Vauban et de La Hire, les travaux commencèrent en 1684 et furent poussés avec activité : 30 000 ouvriers dont un tiers de maçons et terrassiers, et les deux autres tiers de soldats […] travaillèrent à cette gigantesque entreprise.

Sur toute la ligne des ouvrages, des régiments entiers vinrent cantonner pendant 3 ou 4 ans ; à Pontgouin, à Chuisnes, à Courville des camps furent établis. […]

L’entreprise, dit M. de Noailles, fut si rapidement conduite qu’en moins d’un an le canal depuis Pontgouin jusqu’à Berchères fut établi et que le 25 août 1685, l’académie s’y transporta dans la personne de La Hire, Cassini, Sédileau et de plusieurs membres, pour assister à l’entrée dans le canal qui devait avoir lieu, comme épreuve, ce même jour. L’épreuve réussit complètement, et l’eau arriva sans obstacle de Pontgouin à Berchères.
Quelques jours après, le 5 septembre 1685, le roi Louis XIV lui-même vint à Courville pour examiner l’entreprise […].

Cependant pendant la durée des travaux, les maladies qui décimèrent les troupes, puis la guerre qui éclata à la fin de l’année 1688 firent abandonner ce projet grandiose. »

— Armand Pelé, Courville, Essais historiques, collection Monographies des villes et villages de France.
.

Le canal de l'Eure
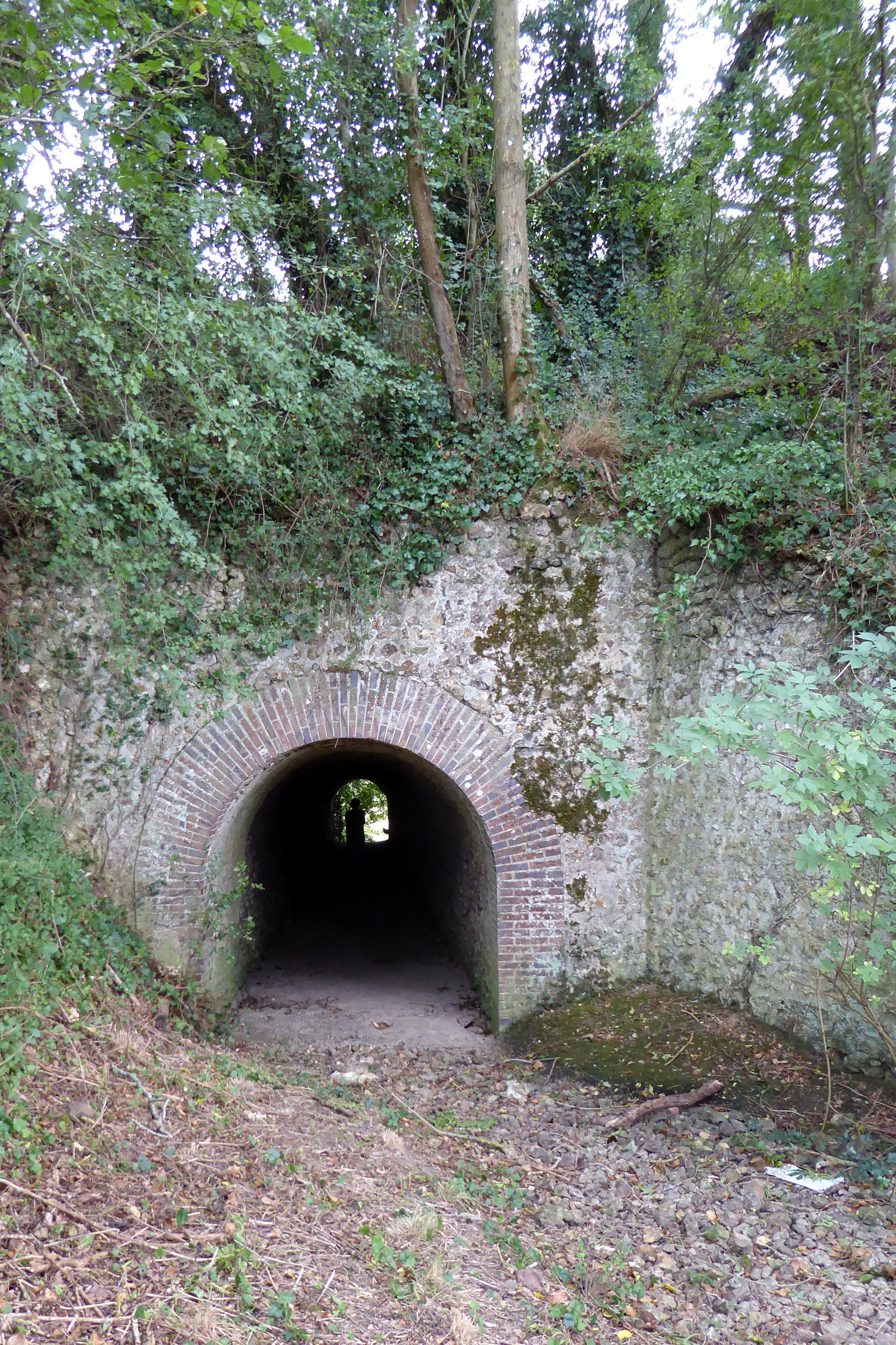
L'arche à Mulet permettant le franchissement du Coisnon.
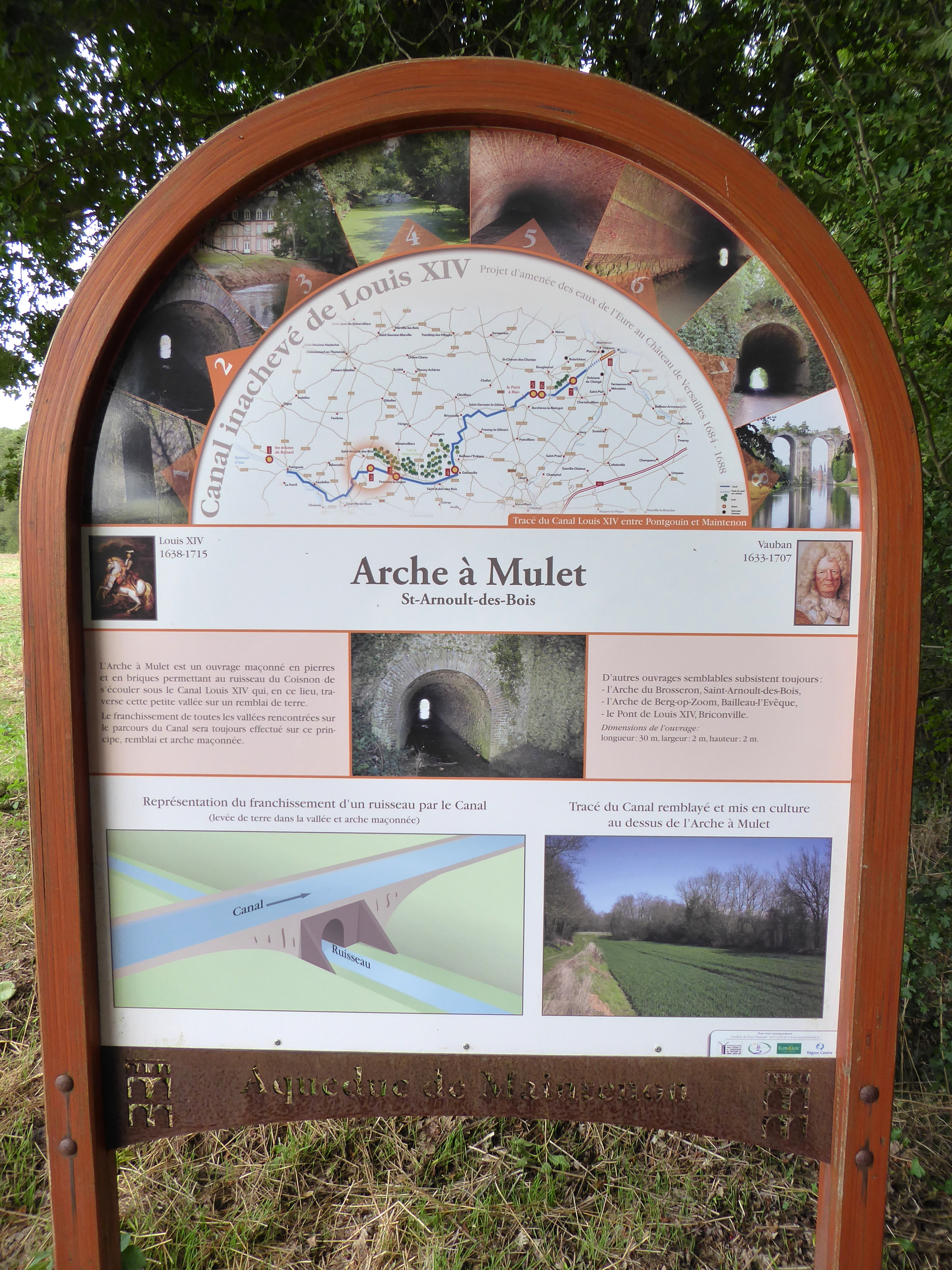
Panneau d'information no 2.

### Héraldique
| Blason de Saint-Arnoult-des-Bois | Blason  | Parti : au 1er coupé au I d'or à la pompe à eau du lieu au naturel, au II d'or à deux arbres au naturel, celui de dextre penché en barre et brochant sur l'autre, au 2e de gueules à saint Arnoult évêque d'or tenant de sa senestre une crosse contournée du même, à la bordure de sinople chargée en flanc et en pointe de douze épis de blés feuillés de deux pièces d'or posés dans le sens de la bordure, sur le tout au comble d’argent chargé de l’inscription en lettres gothiques de sable « Saint-Arnoult-des-Bois ». |
| Blason de Saint-Arnoult-des-Bois | Détails | Le statut officiel du blason reste à déterminer. |